# Суперкубок Словаччини з футболу 2004
Суперкубок Словаччини з футболу 2004 — 8-й розіграш турніру. Матч відбувся 18 липня 2004 року між чемпіоном Словаччини Жиліною та володарем кубка Словаччини Артмедією. 
| Володар Суперкубка Словаччини 2004 |
| ---------------------------------- |
|                                    |
| Жиліна Другий титул                |

## Матч

### Деталі
| 18 липня 2004 |

| Жиліна | 2:1      | Артмедія |
| ------ | -------- | -------- |
|        | Протокол |          |

| Народний тренувальний центр, Сенець |